# Rode wijn

Glas rode wijn

Fles rode wijn

Rode wijn is een  wijn die ontstaat door most van blauwe druiven enige tijd met de druivenschillen te laten vergisten. De kleurstoffen in de druivenschil geven de wijn de rode kleur. De variatie in roodtint wordt mede bepaald door het druivenras, maar kan ook gedurende de lagertijd veranderen. Jonge rode wijn is vaak wat paars van kleur, terwijl sommige oudere wijnen meer oranje of bruinrood zijn.

## Typen
De kwaliteit en aard van rode wijn worden niet alleen bepaald door het type druif en de ouderdom maar ook door de streek waarin de druif geteeld wordt. Ook de gisting is van belang. De meeste rode wijnen zijn “stille wijnen”, wijnen die geheel zijn uitgegist. Bij droge wijnen is tijdens de gisting nagenoeg alle suiker in de druif vergist. Zoete rode wijnen ontstaan als er zoveel suiker in de druiven zit dat deze niet allemaal tijdens de gisting kan worden omgezet. Als tijdens de gisting van de most de suiker niet alleen wordt omgezet in alcohol maar ook in koolzuur, ontstaat mousserende wijn.
Zogenaamde versterkte wijn (Vin Doux Naturel) is meestal zoet en wordt verkregen door wijnalcohol toe te voegen, mutage. Voorbeelden zijn: port, marsala en banyuls.

## Wijn en spijs
Hoewel men rode wijn vaak met rood vlees of met kaas combineert, kunnen andere combinaties even smaakvol zijn. Wel zouden krachtige rode wijnen met tannine, vette en koolhydraatrijke gerechten soepeler en smaakrijker maken. Bepaalde lichtere rode wijnen laten zich echter ook goed combineren met machtige of pittige vegetarische, dan wel vis- of vleesgerechten.
Rode wijn wordt vaak op kamer- of keldertemperatuur gedronken, maar ook hier geldt dat het type wijn en persoonlijke smaak de keuze voor een temperatuur bepalen.

## Gezondheidseffecten
Er worden weleens geneeskundige eigenschappen aan rode wijn toegeschreven, maar hiervoor is tot op heden geen overtuigend wetenschappelijk bewijs. In 2014 was er publiciteit rond de zogenaamde mythe van de rode wijn. Deze mythe ontstond in 1991. Toen werd de vraag gesteld waarom Fransen, die betrekkelijk veel vet eten, zo weinig hart- en vaatziekten kennen. Daarop kwam men tot de conclusie dat dit door de rode wijn moest komen. Volgens de zo ontstane mythe zou één glas rode wijn per dag hartziektes tegengaan, maar overtuigend bewijs hiervoor was er eigenlijk niet.
Gesuggereerd is ook wel dat de in de rode wijn aanwezige polyfenolen in de rode wijn zoals tannine als radicaalvangers een rol zouden spelen bij het voorkomen van kanker. Overtuigend bewijs hiervoor ontbreekt eveneens.
Daarnaast zijn er, afgezien van het nadelige effect op de gezondheid van alcohol, aanwijzingen voor nadelige effecten op de gezondheid van het drinken van wijn. Deze betreffen de gezondheidseffecten van de hoge gehaltes aan metalen in wijn en van een mogelijke overgevoeligheidsreactie op het conserveringsmiddel sulfiet bij sommige mensen..